# تیفانی ولنتاین
تیفانی ولنتاین (انگلیسی: Tiffany Valentine (همچنین به عنوان عروس چاکی شناخته می‌شود)، یک عروسک مرگبار و شخصیتی است که در سری فیلم‌های ترسناک بازی بچگانه می‌کند. صداگذاری او توسط جنیفر تیلی انجام شده‌است.
تیفانی ولنتاین تاکنون در فیلم‌های عروس چاکی، فرزند چاکی، نفرین چاکی و فرقه چاکی حضور داشته‌است.